# Murillo de Gállego
Murillo de Gállego – gmina w Hiszpanii, w prowincji Saragossa, w Aragonii, o powierzchni 54,71 km². W 2011 roku gmina liczyła 202 mieszkańców.